# Acentronichthys leptos
Acentronichthys leptos — єдиний вид роду Acentronichthys родини Гептаптерові ряду сомоподібних.

## Опис
Загальна довжина сягає 9,1 см. Голова коротка, витягнута. Очі маленькі. Є 3 пари помірно довгих вусів. Тулуб стрункий. Спинний плавець широкий, високо піднятий, повністю торкається тіла, позбавлений шипа. Жировий плавець низький, довгий. Грудні та черевні плавці невеличкі. Анальний плавець помірно довгий. Хвостовий плавець усічений, широкий.
Забарвлення однотонне — світло-коричневе.

## Спосіб життя
Біологія не достатньо вивчена. Є демерсальною рибою. Зустрічається у дрібних водоймах. Часто тримається на мілині. Цей сом активний у присмерку та вночі. Живиться дрібними водними безхребетними.

## Розповсюдження
Мешкає у прибережних річках Бразилії: від штату Ріо-де-Жанейро до Санта-Катарина. Також зустрічається в деяких місцях штатів Мінас-Жерайс і Еспіриту-Санту.